# Bogbrænding
Bogbrænding – også kendt som autodafé – er en politisk, religiøs eller kulturel handling som udtrykker utilfredshed eller vrede over eksistensen af visse bøger eller forfattere. Bogbrænding anses almindeligvis som et angreb imod demokrati og ytringsfrihed. Flere steder beskytter princippet om ytringsfrihed for eksempel mod afbrænding af bøger mv.
De tyske nazister arrangerede offentlige afbrændinger af bøger skrevet af forfattere, som regimet anså som farlige for folkets intellektuelle og moralske sundhed. Metoden bruges også af andre autoritære regimer eller ekstreme religiøse grupperinger. Således har katolske fundamentalister arrangeret autodaféer, hvor Dan Browns Da Vinci Mysteriet er blevet brændt på bålet.

## Historie
Bogbrændingens historie er et mørkt og bekymrende aspekt af den menneskelige civilisation. Den er blevet brugt af forskellige samfund, institutioner og regeringer til at undertrykke ideer, kontrollere information, forfølge minoriteter og udøve magt over enkeltpersoner. Bogbrænding er sket i forskellige historiske sammenhænge og af forskellige årsager. Her er nogle vigtige aspekter af bogbrændingens historie:
Bogafbrændinger går tilbage til oldtiden. I det gamle Kina beordrede kejseren Qin Shi Huang under Qin-dynastiet (221-206 f.v.t.) ødelæggelsen af mange bøger og historiske optegnelser, så han kunne kontrollere tankegangen og centralisere magten. Begivenheden henviser således til, at der i 213 fvt blev iværksat en afbrænding af tekster, som også indebar, at 460 konfucianske lærde blev begravet levende. Der blev i stor stil ødelagt filosofiske afhandlinger med det formål at dæmpe anderledes tænkning og styrke den officielle Qin-regering.

I det 16. århundrede, under den protestantiske reformation, engagerede både katolske og protestantiske myndigheder sig i bogbrændinger for at undertrykke modsatrettede religiøse synspunkter. Martin Luthers skrifter, som kritiserede den katolske kirke, var blandt dem, der blev brændt. I 1800-tallet blev den tyske forfatter Heinrich Heine kendt for at sige: 
“Der hvor man brænder bøger, brænder man til sidst også mennesker”.  Heinrich Heine
En af de mest berygtede episoder med bogafbrænding fandt sted under Nazitysklands fremkomst i 1930'erne. Den 10. maj 1933 gennemførte nazisterne en storstilet bogafbrænding i Berlin og andre byer over hele Tyskland. De brændte bøger af jødiske, kommunistiske, socialistiske og andre forfattere, der blev anset for "u-tyske". Dette var et forsøg på at kontrollere den offentlige mening, eliminere opposition og fremme nazistisk ideologi.
I løbet af det 20. århundrede engagerede forskellige kommunistiske regimer sig også i bogbrændinger for at fjerne ideer, der blev opfattet som en trussel mod den herskende ideologi. I Sovjetunionen blev mange bøger og tekster for eksempel censureret eller ødelagt, fordi de ikke var i overensstemmelse med marxismen-leninismens principper. Kommunisterne og marxisterne brændte i stort omfang bibler såvel som bøger, der indeholdt ideer om frihed, borgerligt livssyn, religion og fjendtlighed mod marxisme.
Bogbrænding har også fundet sted i tilfælde, hvor myndigheder har forsøgt at undertrykke visse kulturelle eller kunstneriske udtryk. For eksempel, under den kulturelle revolution i Kina (1966-1976), blev bøger, historiske artefakter og kunstværker ødelagt for at eliminere elementer, der blev betragtet som "borgerlige" eller i modstrid med maoistisk ideologi.

## I Danmark
I begyndelsen af december 1939 brændte Magdalene Lauridsen, forstanderinden på Ankerhus Husholdnings-seminarium i Sorø, alle Martin Andersen Nexøs bøger som fandtes på Peder Dams Bibliotek.
Bogbrændingen skal ses på baggrund af Andersen-Nexøs forsvar for Sovjetunionens finlandspolitik.
Sovjetunionen angreb Finland den 30. november 1939, og den sovjetiske statsradio bragte citater fra Andersen-Nexø i den forbindelse.
Dagen efter kritiserede lederen i Social-Demokraten Andersen Nexø og kaldte ham en "russisk Stabshornblæser", mens Sorø Amtstidende skrev:
| „ | ... vi har intet andet en Foragt tilovers for "Landsmænd", der ... optræder som Agenter for en Stat, som undertrykker enhver fri Meningstilkendegivelse, og som Haandlangere for denne Stats brutale Voldsdaad overfor et Land og et Folk, som staar os nær ... Vi opfordrer ikke til Vold, men vi opfordrer enhver til at brænde, hvad man maatte have af Andersen-Nexøs Værker, og vi opfordrer ansvarlige Biblioteksmyndigheder til at gøre det samme med Bibliotekernes Eksemplarer. | “ |

## Behandlet i kunsten
I litteraturen har bl.a. Ray Bradbury (Fahrenheit 451) (filmatiseret af François Truffaut) og Umberto Eco (Rosens navn) beskæftiget sig med fænomenet.